# Kurt Schmitt

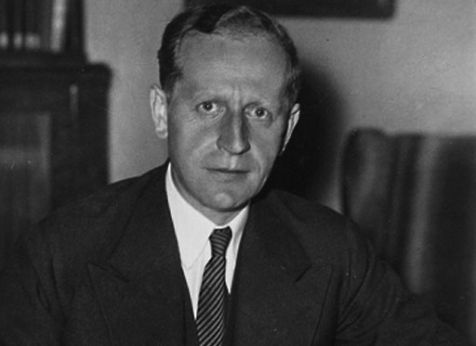
Schmitt como diretor da Allianz

Kurt Paul Schmitt (Heidelberg, 7 de outubro de 1886 - Heidelberg, 2 de novembro de 1950) foi um jurista alemão versado em questões econômicas. Apoiador do nazismo desde 1930, ingressou no partido nazista em 1933, tornando-se também SS honorário. Ele presidiu a companhia de seguros Allianz e foi Ministro da Economia do Reich de 1933 a 1934. Suas visões antissemitas o levaram a acreditar que o papel que os judeus desempenhavam na política, no direito e nas artes era excessivo e tinha que ser drasticamente reduzido, se não totalmente eliminado.